# Mercedes-Benz R107
La Mercedes-Benz R107 è un'autovettura di lusso prodotta dal 1971 al 1989 dalla casa automobilistica tedesca Mercedes-Benz facente parte della serie di vetture definite come Classe SL.

## La genesi del modello
Alla R107 spettava un compito arduo: rimpiazzare nel listino della Casa della stella a 3 punte l'apprezzato modello SL Pagoda.
Sebbene la progenitrice si vendesse ancora bene, per riaffermare l'indiscussa supremazia tecnica, a Stoccarda si resero conto della necessità di un nuovo modello, più evoluto dal punto di vista della guidabilità. La Pagoda, difatti, come tutte le Mercedes degli anni sessanta diventava estremamente impegnativa su asfalto bagnato o umido a causa delle reazioni del ponte posteriore a bracci oscillanti con ammortizzatore di compensazione centrale. Il progetto W107, dal quale sarebbe nata sia la roadster R107, sia la coupé C107 (o SLC), viene avviato nel novembre del 1967. Si voleva che la nuova roadster andasse a consolidare il successo della Pagoda, sia in senso generale, sia in particolare nel mercato statunitense, dove già il modello precedente riscuoteva successo. Le nuove normative statunitensi in materia di sicurezza stradale, normative che al momento del progetto W107 erano prossime all'entrata in vigore, furono una delle direttive imposte dai vertici Daimler-Benz per la realizzazione della nuova roadster.

Per quanto riguarda le sospensioni, si scelse un moderno avantreno a ruote indipendenti con quadrilateri articolati, molle elicoidali e barra stabilizzatrice. Per quanto riguardava il retrotreno, si abbandonò la soluzione del ponte posteriore a bracci oscillanti in favore di uno schema a bracci diagonali, anch'esso con molle elicoidali e barra stabilizzatrice. Tipicamente Mercedes il resto dell'impostazione meccanica, che prevedeva: trazione posteriore, sterzo a circolazione di sfere servoassistito e freni a disco autoventilati su tutte le ruote.

A migliorare la guidabilità contribuiva anche il passo relativamente lungo per una spider a 2 posti (la panchetta posteriore, infatti, poteva ospitare al massimo un borsone): 246cm.

La vettura fu presentata nell'aprile del 1971 come 350SL: sicuramente elegante e sportiva, anche più del modello precedente, mancava però di alcuni dettagli che erano rimasti cari agli aficionados della W113, primo fra tutti il tetto rigido concavo (disponibile come optional al posto della classica capote in tela) che le valse appunto il soprannome di Pagoda. Per soddisfare le normative USA in fatto di sicurezza, poi, la scocca venne notevolmente irrobustita, con un conseguente aumento della massa a vuoto della vettura. Da qui l'esigenza di montare motori più grossi e potenti rispetto a quelli montati sulla Pagoda, così da non penalizzare le prestazioni, ed anzi, in maniera tale da migliorarle. La 350 SL era equipaggiata con il V8 M116 a iniezione di 3499 cm³ da 205cv e poteva avere, in alternativa a quello meccanico a 4 marce, un cambio automatico a 3 rapporti.

Tre mesi dopo il debutto commerciale nel Vecchio Continente, la R107 venne lanciata anche negli Stati Uniti, ma per tale mercato il modello prese la denominazione di 350 SL 4.5, in quanto equipaggiata da un V8 da 4.5 litri. Tale motore era in realtà limitato nelle prestazioni a causa dei dispositivi antinquinamento necessari per l'omologazione negli USA. La potenza massima si fermava a 195 CV, non molti neppure all'epoca per un motore del genere.

## L'evoluzione in Europa
Pur non avendo il fascino estetico del modello che l'aveva preceduta, la linea moderna e squadrata (come in voga all'epoca) piacque e la vettura ottenne grande successo. Nel corso della sua lunga carriera non subì modifiche estetiche rilevanti, ma venne tenuta al passo coi tempi dal punto di vista tecnico.

Nel 1972 venne introdotta la versione 450SL, mossa da un V8 a iniezione di 4520 cm³ (225cv), abbinato ad un cambio automatico a 4 rapporti. Tale motore, appartenente alla famiglia dei motori M117, è in pratica lo stesso della 350SL 4.5, ma era più prestante in quanto non menomato da tutte quelle misure antinquinamento previste dalle normative USA. La potenza massima raggiungeva così i 225 CV.

Nel 1974, in seguito alla crisi petrolifera di quel periodo, venne introdotta la 280 SL, equipaggiata dal bialbero M110 da 2.8 litri in grado di erogare 185 CV.

Nella seconda metà degli anni settanta del XX secolo, si assistette al graduale passaggio all'iniezione elettronica da quella meccanica, passaggio cominciato nel 1976 sulla 280SL e proseguito fino ai primi anni ottanta interessando così l'intera gamma.

Nel febbraio del 1980, in occasione di un leggerissimo restyling agli interni, la gamma venne rivista: la 280SL venne equipaggiata con il cambio manuale a 5 marce, la 350SL venne sostituita dalla 380 SL (3818 cm³, 218cv), mentre la 450 SL lasciò il posto alla 500SL (4973 cm³, 240cv). Quest'ultima era riconoscibile per la verniciatura in colore scuro della parte bassa della carrozzeria e per un piccolo alettone posteriore in plastica nera. Con questo aggiornamento di mezza età, vennero tolti dalla gamma quasi tutti i motori con monoblocco in ghisa (tranne il 2.8 M110), sostituiti da unità in lega leggera. Ciò, unito all'utilizzo di cofani motore in alluminio, aiutò a ridurre il peso delle vetture ed a risparmiare qualcosa in termini di consumo.

Nel 1981 i motori ricevettero nuovi aggiornamenti per migliorarne ulteriormente l'efficienza e ridurre i consumi e l'inquinamento. In particolare, il 3.8 venne ritoccato in maniera più massiccia, riducendone l'alesaggio ed aumentandone la corsa, ed ottenendo così una nuova unità da 3839 cm³ e 204 CV di potenza massima.

Nel 1985, assieme ad una nuova consolle centrale, la R107 venne arricchita negli equipaggiamenti (tutte ottennero, di serie, il sistema ABS, precedentemente optional) e aggiornata nella gamma dei motori. L'aggiornamento, consistente essenzialmente nell'aumento di cilindrata del 6 cilindri in linea e del più piccolo dei V8, ha visto anche il nuovo passaggio dall'iniezione meccanica a quella elettromeccanica. Tale aggiornamento era volto all'aumento dell'elasticità di marcia e alla riduzione delle emissioni inquinanti. La 280SL, venne così sostituita dalla 300SL (2962 cm³, 182cv), mentre la 380SL lasciò spazio alla 420 SL (4196 cm³, 218cv). Queste due versioni vennero offerte anche in versione catalizzata. Quasi invariata la 500 SL, che però ottenne un piccolo spoiler anteriore e 5 CV in più dal suo propulsore.
Dalla serie R107 venne derivato anche un modello coupé la cui sigla progettuale era C107, le cui differenze rispetto alla vettura scoperta consistevano essenzialmente nel passo allungato e nella carrozzeria chiusa. Tali vetture erano commercialmente riconoscibili dalla sigla SLC.

### Caratteristiche e versioni
Di seguito vengono mostrate le principali caratteristiche tecniche delle SL R107 previste per il mercato europeo. Si tenga presente che i dati riportati si riferiscono alle vetture di serie e sprovviste di catalizzatore. In presenza di quest'ultimo, le prestazioni dei motori subiscono un calo di circa il 5%.
| Modello                                | Sigla telaio | Motore            | Cilindrata cm³ | Potenza CV/rpm | Coppia Nm/rpm | Cambio/ rapporti | Massa a vuoto (kg) | Velocità max | Acceler. 0–100 km/h | Consumo medio (l/100 km) | Anni di produzione | Esemplari prodotti |
| -------------------------------------- | ------------ | ----------------- | -------------- | -------------- | ------------- | ---------------- | ------------------ | ------------ | ------------------- | ------------------------ | ------------------ | ------------------ |
| 280SL                                  | 107.042      | M110E28 (110.982) | 2746           | 185/6000       | 240/4500      | Manuale/4        | 1.500              | 205          | 10"1                | 12.5                     | 8/74-2/76          | 25.436             |
| 280SL                                  | 107.042      | M110E28 (110.986) | 2746           | 177/6000       | 236/4500      | Manuale/4        | 1.500              | 200          | 10"1                | 12.5                     | 2/76-9/81          | 25.436             |
| 280SL                                  | 107.042      | M110E28 (110.986) | 2746           | 177/6000       | 236/4500      | Manuale/5        | 1.500              | 192          | 10"1                | 11.8                     | 10/81-8/85         | 25.436             |
| 300SL                                  | 107.041      | M103E30 (103.982) | 2962           | 188/5700       | 260/4250      | Manuale/5        | 1.510              | 203          | 9"6                 | 11.3                     | 9/85-8/89          | 13.742             |
| 350SL                                  | 107.043      | M116E35 (116.982) | 3499           | 200/5800       | 286/4000      | Manuale/4        | 1.540              | 210          | 8"8                 | 13                       | 04/71-02/76        | 15.304             |
| 350SL                                  | 107.043      | M116E35 (116.984) | 3499           | 195/5500       | 275/4000      | Manuale/4        | 1.540              | 205          | 9"5                 | 13                       | 02/76-03/80        | 15.304             |
| 380SL                                  | 107.045      | M116E38 (116.960) | 3818           | 218/5500       | 299/4000      | Automatico/4     | 1.540              | 215          | 9"                  | 14.6                     | 5/80-10/81         | 53.200             |
| 380SL                                  | 107.045      | M116E38 (116.962) | 3839           | 204/5250       | 315/3250      | Automatico/4     | 1.540              | 205          | 9"8                 | 11.6                     | 10/81-10/85        | 53.200             |
| 420SL                                  | 107.047      | M116E42 (116.964) | 4196           | 218/5200       | 324/3750      | Automatico/4     | 1.600              | 213          | 8"5                 | 11.8                     | 11/85-8/89         | 2.148              |
| 450SL                                  | 107.044      | M117E45 (117.982) | 4520           | 225/5000       | 378/3000      | Automatico/3     | 1.580              | 215          | 8"8                 | 14.5                     | 07/71-11/75        | 66.298             |
| 450SL                                  | 107.044      | M117E45 (117.985) | 4520           | 217/5000       | 360/3250      | Automatico/3     | 1.580              | 210          | 9"3                 | 14.5                     | 11/75-11/80        | 66.298             |
| 500SL                                  | 107.046      | M117E50 (117.960) | 4973           | 240/5000       | 402/3000      | Automatico/4     | 1.540              | 225          | 7"8                 | 14.9                     | 4/80-10/81         | 11.812             |
| 500SL                                  | 107.046      | M117E50 (117.962) | 4973           | 231/4750       | 404/3000      | Automatico/4     | 1.540              | 220          | 8"1                 | 12.2                     | 10/81-9/85         | 11.812             |
| 500SL                                  | 107.046      | M117E50 (117.964) | 4973           | 245/4750       | 392/3750      | Automatico/4     | 1.610              | 225          | 7"3                 | 12.3                     | 9/85-8/89          | 11.812             |
| 560SL (Solo usa, giappone e australia) | 107.048      | M117E56 (117.967) | 5547           | 227/4750       | 373/3250      | Automatico/4     | 1619 kg            | 260          | 10"1                | 14                       | 9/85-8/89          | 49.347             |

## La produzione negli USA

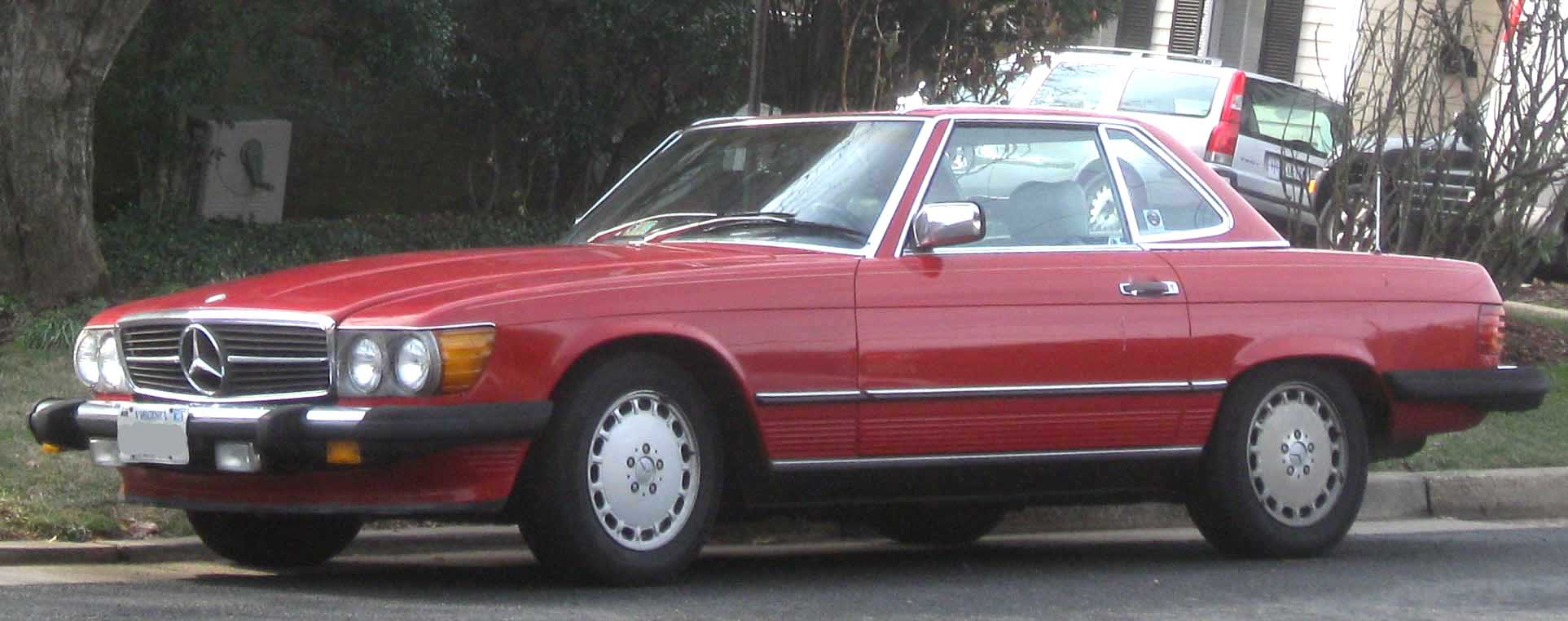
Una SL R107 in versione USA (si notino i fari anteriori sdoppiati)

Pur essendo stata commercializzata anche in altri Paesi extraeuropei, tra cui il Giappone e l'Australia, quello statunitense è sempre stato il mercato di riferimento per la Mercedes-Benz, specie quando si tratta di commercializzare modelli prestigiosi. La SL della serie R107 non fa eccezione, anzi, i due terzi della produzione totale è stata immatricolata proprio negli States. Le SL R107 previste per il mercato USA si differenziano da quelle europee per alcuni particolari estetici, primo fra tutti quello dei gruppi ottici anteriori sdoppiati in due fari circolari ciascuno. Altra evidente peculiarità sta nei paraurti molto più sporgenti, 203 mm in più per ciascuno, sia anteriormente che posteriormente e per la presenza del terzo fanale per le luci Stop montato direttamente nel cofano del baule. Inoltre, si ha fin dall'esordio la presenza del catalizzatore.
Come già visto, il primo modello della serie R107 previsto per il mercato USA è stato la 350SL 4.5, in pratica una 450SL con motore depotenziato a 190 CV, poi scesi ancora fino a 180 CV. Tale modello, introdotto pochi mesi dopo l'esordio della R107 in Europa, a partire dall'anno seguente è stato rinominato semplicemente in 450SL.
Nel 1981, la 450SL venne sostituita dalla 380SL, il cui motore erogava invece solamente 155 CV contro i 204 CV della 380SL meno potente prevista in Europa. Tale modello, prodotto fino al 1985, venne sostituito in seguito dalla 560SL (107.048), il cui motore M117E56 erogava fino a 227 CV a 4750 giri/min, con coppia massima di 373 Nm a 3250 giri/min.